# Bistum Rožňava
Das Bistum Rožňava bzw. Bistum Rosenau (lat.: Dioecesis Rosnaviensis; slowak.: Rožňavská diecéza) ist ein römisch-katholisches Bistum im Süden der Slowakei mit Sitz in Rožňava.

## Geschichte
Im Norden der zum damaligen Königreich Ungarn gründete Königin Maria Theresia am 15. Januar 1776 drei neue Bistümer aus dem Erzbistum Esztergom, Rožňava, Spiš und Banská Bystrica. Am 13. März 1776 bestätigt Papst Pius VI. die Gründung mit der Bulle Romanus pontifex.
Im Zuge der Neugliederung der römisch-katholischen Kirche in der Slowakei 1977 wurde das Bistum aus der Kirchenprovinz Esztergom herausgenommen. Auch das Bistum Spiš, welches sich in der Kirchenprovinz Eger befand, wurde in die neugeschaffene Kirchenprovinz Bratislava-Trnava als Suffraganbistum eingegliedert.
Die Bistümer Rožňava und Spiš werden 1995 dem Erzbistum Košice unterstellt.

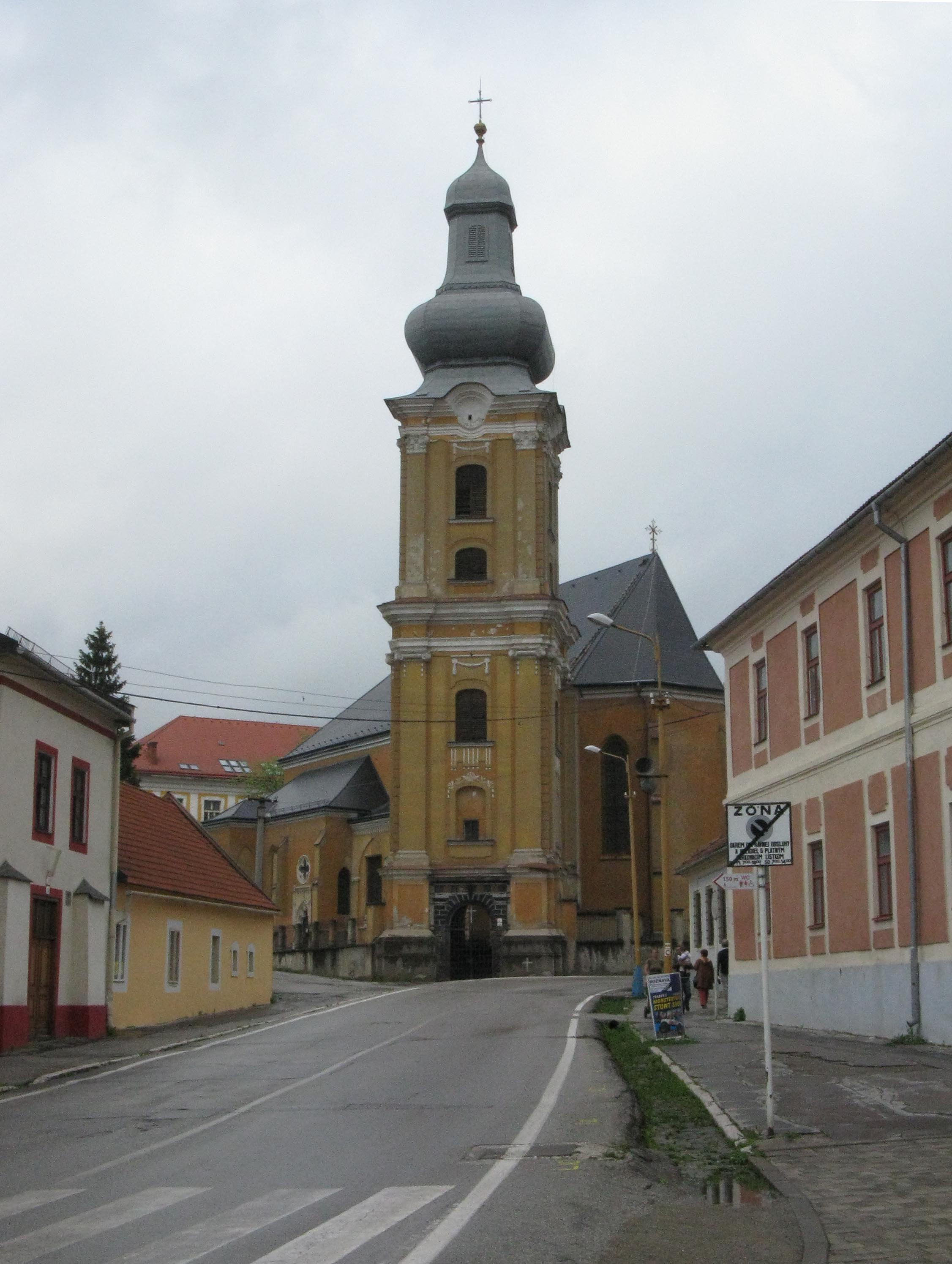
Rožňava, Kathedrale Mariä Himmelfahrt